# Liga dos Campeões da CAF de 1979
A 'Copa Africana dos Campeões de 1979' foi a 15ª edição da competição anual internacional de futebol de clubes realizada na região da CAF (África). O torneio foi jogado por 28 equipes e foi usado um esquema de playoffs com partidas em casa e fora. O Union Douala dos Camarões venceu a final e tornou-se pela primeira vez campeã do Africa.

## Equipes classificadas
| Associação                | Equipe                   |
| ------------------------- | ------------------------ |
| Argélia                   | MC Alger                 |
| Benim                     | Dragons                  |
| Burquina Fasso            | Silures                  |
| Camarões                  | Union Douala             |
| Costa do Marfim           | Africa Sports            |
| Egito                     | Zamalek                  |
| Etiópia                   | Ogaden Anbassa           |
| Gabão                     | 105 Libreville           |
| Gâmbia                    | Real Banjul              |
| Gana                      | Hearts of Oak            |
| Guiné                     | Hafia                    |
| Lesoto                    | Matlama                  |
| Libéria                   | Saint Joseph Warriors FC |
| Líbia                     | al-ahly Tripoli          |
| Mauritânia                | Garde Nationale          |
| Malawi                    | Big Bullets              |
| Moçambique                | Desportivo Maputo        |
| Nigéria                   | Raccah Rovers            |
| Quênia                    | Tusker                   |
| República do Congo        | Étoile du Congo          |
| RD Congo                  | Motema Pembe             |
| República Centro-Africana | ASDR Fatima              |
| Senegal                   | US Gorée                 |
| Serra Leoa                | Mighty Blackpool         |
| Sudão                     | Al-Merrikh               |
| Tanzânia                  | Simba                    |
| Uganda                    | Simba                    |
| Zâmbia                    | Mufulira Wanderers       |

## Primeira Rodada
| Equipe 1                 | Total       | Equipe 2           | 1.º jogo | 2.º jogo |
| ------------------------ | ----------- | ------------------ | -------- | -------- |
| Étoile du Congo          | 3-1         | 105 Libreville     | 2-0      | 1-1      |
| ASDR Fatima              | 2-2 (4-5 p) | Silures            | 1-1      | 1-1      |
| Al-Ahly (Tripoli)        | 1-4         | MC Alger           | 1-2      | 0-2      |
| Simba                    | 5-4         | Mufulira Wanderers | 0-4      | 5-0      |
| Dragons                  | 1-5         | Africa Sports      | 0-2      | 1-3      |
| US Gorée                 | 3-1         | Garde Nationale    | 2-0      | 1-1      |
| Saint Joseph Warriors FC | 0-1         | Real Banjul        | 0-0      | 0-1      |
| Mighty Blackpool         | 2-2 (2-4 p) | Hearts of Oak      | 2-0      | 0-2      |
| Desportivo Maputo        | 3-3 (g.f)   | Matlama            | 3-2      | 0-1      |
| Zamalek                  | 4-1         | Simba              | 2-1      | 2-01     |
| Ogaden Anbassa           | w/o         | Big Bullets        | 2        |          |
| Tusker                   | 3           | Al-Merrikh         | n/p      | n/p      |

2 Big Bullets  saiu.

3 Ambas às equipes saíram.

## Oitavas de Finais
| Equipe 1        | Total       | Equipe 2       | 1.º jogo | 2.º jogo |
| --------------- | ----------- | -------------- | -------- | -------- |
| Étoile du Congo | 2-4         | US Gorée       | 2-3      | 0-1      |
| Hafia           | 1-1 (1-0 p) | Silures        | 1-0      | 0-1      |
| MC Alger        | 2-2 (1-2 p) | Union Douala   | 2-0      | 0-2      |
| Simba           | 0-2         | Raccah Rovers  | 0-0      | 0-2      |
| Africa Sports   | 1-2         | Motema Pembe   | 1-0      | 0-2      |
| Hearts of Oak   | 3-1         | Real Banjul    | 2-0      | 1-1      |
| Zamalek         | w/o         | Ogaden Anbassa | 1        |          |
| Matlama         | bye2        |                |          |          |

1 Ogaden Anbassa saiu. 

2 Matlama passo de fase sem jogar, Tusker e Al-Merrikh saíram juntas na fase anterior.

## Quartas de Finais
| Equipe 1 | Total | Equipe 2      | 1.º jogo | 2.º jogo |
| -------- | ----- | ------------- | -------- | -------- |
| US Gorée | 2-1   | Raccah Rovers | 2-0      | 0-1      |
| Hafia    | 2-3   | Hearts of Oak | 2-0      | 0-3      |
| Zamalek  | 3-2   | Motema Pembe  | 3-1      | 0-11     |
| Matlama  | 1-5   | Union Douala  | 1-3      | 0-2      |

1 A 2ª etapa foi abandonada com o DC Motema Pembe a vencer por 1-0 devido a uma invasão de campo e a perturbações da multidão; Zamalek foi expulso da competição.

## Semi-Final
| Equipe 1     | Total | Equipe 2      | 1.º jogo | 2.º jogo |
| ------------ | ----- | ------------- | -------- | -------- |
| US Gorée     | 2-6   | Hearts of Oak | 1-2      | 1-4      |
| Motema Pembe | 1-3   | Union Douala  | 1-2      | 0-1      |

## Finais
| 16 de Dezembro | Union Douala       | 1 - 0 | Hearts of Oak | Stade Ahmadou Ahidjo , Yaoundé |
|                | Bell 90' (pênalti) |       |               | Público: 90,000                |

5-3
Agregado
| Equipe 1     | Resultado   | Equipe 2      |
| ------------ | ----------- | ------------- |
| Union Douala | 1-1 (5-3 p) | Hearts of Oak |

## Campeão
| Liga dos Campeões da CAF 1979 Campeão |
| ------------------------------------- |
| Camarões                              |
| Union Douala Primeiro Titúlo          |